# Port lotniczy Kaukura
Port lotniczy Kaukura – port lotniczy położony w Raitahiti, na wyspie Kaukura, należącej do Polinezji Francuskiej.